# Nigers nationalmuseum
Nigers nationalmuseum, officiellt Musée National Boubou Hama är ett etnologiskt museum i Nigers huvudstad Niamey. Det grundades 1959 som Musée National du Niger och fick sitt nuvarande namn efter  politikern och författaren Boubou Hama år 2008.
Museet ligger i en park tillsammans med bland annat en djurpark ett konstmuseum och det fransk-nigerska kulturcentret och har blivit ett populärt utflyktsmål. När det grundades var avsikten att skapa ett miniatyrporträtt av Niger och utöka kulturutbudet i Niamey.

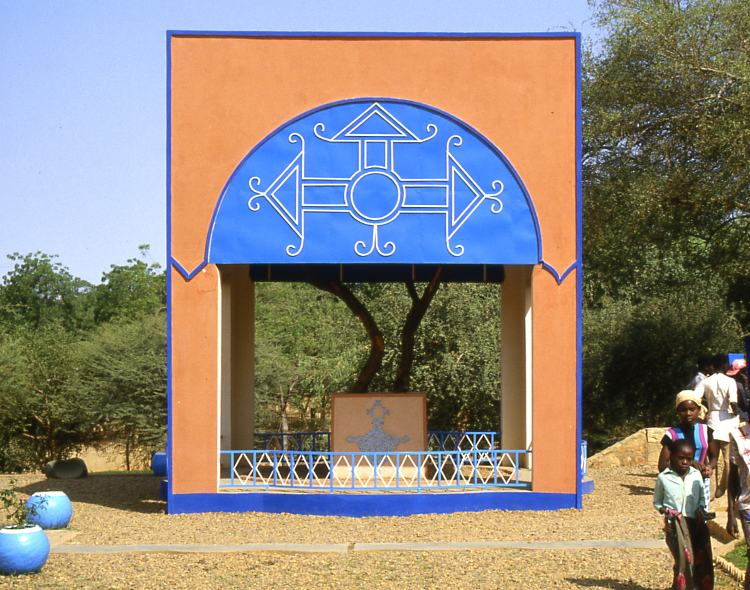
Resterna av Arbre du Ténéré.

Bland utställda föremål finns redskap, modeller av traditionella byar samt resterna av det ensamma trädet Arbre du Ténéré.
Konstmuseet har en permanent utställning av afrikansk konst och plats för tillfälliga utställningar.